# Корнфилд, Хьюберт
Хьюберт Корнфилд (англ. Hubert Cornfield; 9 февраля 1929 — 18 июня 2006) — американский киносценарист и режиссёр 1950—1970-х годов, который работал в США и во Франции.
В общей сложности Корнфилд поставил восемь фильмов, среди которых «Внезапная опасность» (1955), «Соблазн болот» (1957), «Дорогой воровства» (1957), «Третий голос» (1960), «Ангельское дитя» (1961), «Точка давления» (1962), «Ночь следующего дня» (1969) и «Вендетта по-корсикански» (1976).

## Ранние годы жизни и начало карьеры
Хьюберт Корнфилд родился 9 февраля 1929 года в Стамбуле, Турция. Его отец Альберт Корнфилд (1899—?), еврейского происхождения, был торговым представителем и одним из руководителей киностудии Twentieth Century Fox. Мать — Мария Царопулос (1904—?), гречанка.
Через несколько лет отец перевёз семью из Турции во Францию, где Хьюберт вырос, увлекаясь изобразительным искусством. Постепенно он всё больше интересовался кинематографом благодаря близкой дружбе с такими режиссёрами Французской новой волны, как Жан-Люк Годар, Франсуа Трюффо и Жан-Пьер Мельвиль. В 1941 году Корнфилд как беженец эмигрировал в США, где окончил Пенсильванский университет, после чего «использовал свои немалые способности и дружбу его семьи со Спиросом Скурасом, президентом Twentieth Century Fox, чтобы попасть в кинобизнес». В 1947 году получил американское гражданство.

## Творческая карьера
В 1955 году 26-летний Корнфилд дебютировал как режиссёр с фильмом «Внезапная опасность» (1955) на малобюджетной студии Allied Artists Pictures (ранее известной как Monogram Pictures). Это был второй из пяти полицейских процедуралов о лос-анджелесском детективе, лейтенанте Энди Дойле (которого сыграл бывшая звезда вестернов Билл Эллиотт). В этой картине Дойл расследует предполагаемое самоубийство совладелицы фирмы по производству женской одежды. Первоначально подозрение падает на её слепого сына Уоллеса Кёртиса (Том Дрейк), который мог совершить убийство, чтобы получить страховку на проведение операции по восстановлению зрения. Чтобы снять с себя подозрения, Кёртис начинает самостоятельное расследование, и в итоге при содействии Дойла находит настоящего преступника. По мнению современного кинокритика Майкла Кини, «хотя этот фильм немного лучше, чем другие фильмы этого низкобюджетного киносериала», тем не менее, и он представляет собой «путаный детектив с малым экшном и ещё меньшим саспенсом». Другой современный кинокритик Артур Лайонс также полагает, что это «лучший фильм из киносериала про лейтенанта Дойла с Диким Биллом Эллиоттом в главной роли… У этого фильма значительно лучшие производственные качества, чем у других картин сериала, которые делались на очень скромном бюджете». По мнению Хэла Эриксона, «хотя фильм очевидно делался второпях, он поднимается выше обычного уровня подобных фильмов благодаря более качественному сценарию, а также хорошему подбору актёров второго плана».
В 1956 году Корнфилд поставил эпизод телесериала «Час Twentieth Century Fox» под названием «Операция Цицерон», который рассказывал о секретной операции нацистской разведки во время Второй мировой войны, на которую работал валет британского посла. Этот эпизод был телевизионным ремейком успешного фильма студии «Пять пальцев» (1952), который поставил Джозеф Л. Манкевич. В телеверсии, которая создавалась телевизионным подразделением компании 20th Century Fox, сыграли такие признанные актёры, как Рикардо Монталбан, Питер Лорре, Эдуард Франц и Алан Напье.
Третьей режиссёрской работой Корнфилда стал криминальный приключенческий триллер «Соблазн болот» (1957), который рассказывал о скромном гиде по болотам Флориды (Маршалл Томпсон), которого нанимает таинственный незнакомец (Уиллард Паркер). Как выясняется, тот ограбил банк и намеревается спрятать добычу в болотах, однако за ней охотятся его безжалостные и алчные сообщники. Фильм, произведённый на бедной студии Regal Films, остался практически незамеченным критикой и зрителями.
После этого Корнфилд поставил триллер «Дорогой воровства» (1957), который по мнению историка кино Алана Роуда, был «значимым фильмом об ограблении конца классической эпохи нуара». Фильм рассказывал увлекательную историю похищения из поезда золотых слитков стоимостью 10 миллионов долларов, и о последующей охоте на пятерых грабителей, пытавшихся скрыться на трёх грузовиках с золотом, двигавшихся разными маршрутами в Лос-Анджелес. По мнению Роуда, фильм «представил свежий подход Корнфилда к подаче материала на хорошо проработанную тему». Современный историк кино Алан Силвер отметил, что «фильм выжимает всё возможное из своего очень ограниченного бюджета», обратив особое внимание на его визуальный стиль. Кроме того, наличие таких актёров, как Элиша Кук и Стаффорд Рэпп, известных по ролям лузеров в фильмах 1940-х годов, «предвещает самый нуаровый аспект фильма — перекрывающий всё детерминизм повествования». А финал фильма, по мнению Силвера, подчёркивает его фаталистически нуаровый характер, «оставляя действующих лиц в экзистенциальном забвении». Майкл Кини отметил «напряжённость и саспенс, которые поддерживаются на протяжении всего фильма, заставляя зрителя гадать, кто будет пойман и как». Среди других достоинств картины Кини обратил внимание на хорошую актёрскую игру, напряжённый сценарий и потрясающий финал. По мнению кинокритика Дейва Кера «Корнфилд с этим своим третьим фильмом, вероятно, достиг своего апогея», а Кини добавил, что «Корнфилд проделывает вызывающую восхищение работу со своим ограниченным бюджетом».
Следующим проектом Корнфилда стал нуаровый триллер «Третий голос» (1960), поставленный по роману Чарльза Уилсона «Всю дорогу», где Корнфилд совместно с автором романа написал сценарий, а также выступил как продюсер и как режиссёр. Фильм, главные роли в котором сыграли Эдмонд О’Брайен, Джули Лондон и Лорейн Дэй, содержал «запутанную историю с обманами, перевоплощениями и убийством на курорте недалеко от мексиканской границы». Как отметил в «Нью-Йорк таймс» кинокритик Энтони Вейлер, «Корнфилд как сценарист и как режиссер, а также небольшой, но сильный актерский состав сделали криминальную картину напряжённой, сложной и жутко увлекательной примерно на три четверти пути. Однако развязка истории кажется форсированной и надуманной, а некоторые сцены сделаны с избыточными диалогами и чересчур статично, что не позволяют „Третьему голосу“ достичь высшей степени возбуждения. Корнфилду следует, однако, отдать должное за то, что он наделил свою историю таким замысловатым построением, какого не было на экране долгое время. Если даже само убийство и весь сюжет в чём-то несовершенны, следует сказать, что Корнфилд делает их захватывающими вплоть до кульминации». Как пишет Роуд, «картина снята в формате CinemaScope, и его надо смотреть на большом экране, чтобы в полной мере насладиться одним из последних подлинных фильмов нуар».
В 1961 году Корнфилд начал работу над драмой «Ангельское дитя» (1961), речь в которой идёт о немой девушке по прозвищу «Ангельское дитя» (Саломея Йенс), которой евангелист (Джордж Хэмилтон) якобы возвращает способность говорить, после чего она попадает в оборот евангелистов-мошенников. Её вера сначала рушится, а затем возрождается вновь, когда ей как будто бы удаётся исцелить искалеченного ребенка. В этой картине, которую Эриксон назвал «слегка галлюцинаторным разоблачением преступного бизнеса исцеления верой», сыграли такие признанные звёзды, как Мерседес Маккембридж в роли ревнивой жены евангелиста, Берт Рейнольдс в роли парня, влюблённого в немую девушку (его первая роль в кино) и опытная Джоан Блонделл. В процессе съёмок Корнфилд заболел, и картину заканчивал голливудский режиссёр Пол Вендкос, имя которого и указано в титрах. По другим сведениям, Корнфилд ушёл из-за творческих разногласий с продюсером картины Томасом Ф. Вудсом.
В 1962 году Корнфилд на основе книги Роберта Линднера (англ. Robert Lindner) «Час из пятидесяти минут» (англ. The Fifty Minute Hour) написал сценарий и поставил драму «Точка давления» (1962), продюсером которой был Стенли Крамер. Действие картины происходит в 1942 году в тюремной больнице, где чернокожий врач-психиатр (Сидни Пуатье) пытается излечить склонного к насилию харизматичного социопата с антисемитскими и расистскими взглядами (Бобби Дарин), заключённого в тюрьму за участие в деятельности антиправительственного Германоамериканского союза. По мнению Роуда, «картина удалась и как первоклассная драма, и как убедительный фильм „с посланием“», а Дарин блистательно сыграл роль социопата (за эту работу он был удостоен номинации на «Золотой глобус»). Роуд назвал «Точку давление» «одним из наиболее выдающихся фильмов» Корнфилда, а Эриксон считает, что это «лучший фильм Корнфилда».
Как пишет Роуд, в середине 1960-х годов режиссёрская карьера Корнфилда «заметно померкла», и он уехал во Францию для того, чтобы начать всё заново. И «он получил больше, чем рассчитывал», добившись права на постановку криминальной драмы «Ночь следующего дня» (1969) по книге Лайонела Уайта «Грабители» (англ. The Snatchers), который решил ставить на натуре во Франции. По сюжету картины банда безжалостных похитителей захватывает в парижском аэропорту Орли богатую юную наследницу (Памела Франклин) и держат её в ожидании выкупа в уединённом пляжном доме на морском побережье. В банду входят её главарь (Марлон Брандо), его подружка, стюардесса-наркоманка (Рита Морено) и его мощный и жестокий сообщник (Ричард Бун). Вскоре отношения между похитителями начинают портиться, а после получения выкупа борьба между ними нарастает до предела, приводя к жестокой развязке. Во время работы над фильмом Корнфилд и Брандо никак не могли найти общего языка друг с другом, создавая накалённую обстановку на съёмочной площадке. Позднее Корнфилд обвинял Брандо в том, что тот пытался соблазнить его жену и утверждал, что легендарная звезда был полностью отвергал какие-либо режиссёрские указания. После неминуемой стычки Брандо отказался продолжать работу, после чего Корнфилд не то уволился, не то был отстранён, и съёмкой последнего эпизода руководил Ричард Бун (который, по слухам, тоже успел подраться с Брандо). Как пишет Роуд, после выхода на экраны «фильм был повсеместно раскритикован критиками за медленный темп, причудливый стиль и дилетантские визуальный ряд. По прошествии четырёх десятилетий многие зрители стали воспринимать его как поразительно напряженную историю и увлекательное психологическое исследование неспособной к совместной деятельности группы преступников».
После этой картины Корнфилд решил попробовать свои силы на телевидении, где выступил как сценарист и режиссёр криминальных сериалов «Свидетельские показания» (1 эпизод) и «Покер д’Ас» (26 эпизодов). Последним фильмом Корнфилда стала французская криминальная комедия «Вендетта по-корсикански» (1976), где он выступил как сценарист, режиссёр и автор музыки. Фильм рассказывал о пожилой корсиканской бабушке (Элен Дьедонне), которая жестоко мстит членам мафии, расправившимся с её семьёй.

## Оценка творчества
Как пишет Роуд, «хотя Корнфилд как режиссёр и сценарист сделал всего 12 фильмов и телепрограмм, тем не менее он принёс тонкое ощущение стиля и чувства истории в свои картины, некоторые из которых остаются уникально неотразимыми». Свою карьеру он начинал с фильмов категории В, таких как «Дорогой воровства», «Соблазн болот», «Третий голос» и «Ангельское дитя». Как отмечает Хэл Эриксон, «выжав максимум из того малого, что ему давали в таких фильмах категории В, как „Соблазн болот“ (1957) и „Дорогой воровства“ (1957), Корнфилд привлёк внимание небольших специализированных киножурналов в 1960-е годы». С начала своей карьеры Корнфилд делал картины в основном в нуаровом стиле даже после того, как эпоха нуара завершилась. Среди них «Третий голос» и его самый знаменитый фильм, неонуаровый триллер о похищении «Ночь следующего дня», в котором главную роль сыграл Марлон Брандо. В фильмах Корнфилда сыграли также такие знаменитые актёры, как Сидни Пуатье, Питер Фальк, Эдмонд О’Брайен, Джордж Хэмилтон, Мерседес Маккембридж и Джоан Блонделл.

## Личная жизнь
По возвращении в США Корнфилд некоторое время боролся с раком, «который стоил ему голосовых связок и части челюсти». После выздоровления Корнфилд «снова ожил и стал тем же неугомонным художником, каким был всегда. Он вёл активную, но уединенную жизнь в Голливуде — много ходил пешком, катался на лыжах, писал, а в последнее годы жизни часто посещал показы своих фильмов». По словам Роуда, «со своим широким кругом знакомств с различными знаменитостями, своими самоуверенными рассуждениями наряду с ненасытным увлечением женщинами, Корнфилд всю жизнь был очаровательным персонажем, которого будет очень не хватать»

## .Смерть
Хьюберт Корнфилд умер от сердечной недостаточности 18 июня 2006 года в Лос-Анджелесе в возрасте 77 лет. У него остались две дочери и сестра.

## Фильмография
| Год  | Название                | Оригинальное название          | В каком качестве участвовал   | Примечания                                   |
| ---- | ----------------------- | ------------------------------ | ----------------------------- | -------------------------------------------- |
| 1955 | Внезапная опасность     | Sudden Danger                  | Режиссёр                      |                                              |
| 1956 | Операция «Цицерон»      | Operation Cicero               | Режиссёр                      | Эпизод телесериала Час 20th Century-Fox Hour |
| 1957 | Соблазн болот           | Lure of the Swamp              | Режиссёр                      |                                              |
| 1957 | Дорогой воровства       | Plunder Road                   | Режиссёр                      |                                              |
| 1960 | Третий голос            | The 3rd Voice                  | Режиссёр, сценарист, продюсер |                                              |
| 1961 | Ангельское дитя         | Angel Baby                     | Режиссёр (в титрах не указан) |                                              |
| 1962 | Точка давления          | Pressure Point                 | Режиссёр, сценарист           |                                              |
| 1969 | Ночь следующего дня     | The Night of the Following Day | Режиссёр, сценарист, продюсер |                                              |
| 1973 | Покер д’Ас              | Poker d’As                     | Режиссёр, сценарист           | Телесериал (26 эпизодов)                     |
| 1974 | Свидетельские показания | Témoignages                    | Режиссёр, сценарист           | Телесериал (1 эпизод)                        |
| 1976 | Вендетта по-корсикански | Les grands moyens              | Режиссёр, сценарист           |                                              |